# Marobudum
Marobudum – stolica markomańskiego państwa króla Marboda, utworzonego na terenach Kotliny Czeskiej i funkcjonującego na przełomie I wieku p.n.e. i I wieku n.e.
Marbod swoje państwo ustanowił po przesiedleniu Markomanów na wschód z ich pierwotnych siedzib nad rzeką Men w wielkiej akcji przesiedleńczej w l. 9-6 p.n.e. i podporządkowaniu sobie okolicznych plemion na drodze dyplomatycznej lub zbrojnej. Sami Markomanowie zajęli Kotlinę Czeską, obecne tereny Czech i Moraw, i tam też władca założył swoją stolicę. Dokładna jej lokalizacja nie jest znana do dzisiaj. Wiemy, o czym wspomina Tacyt, że w stolicy Marboda funkcjonowała faktoria, prowadzących interesy na terenie państwa markomańskiego, rzymskich kupców, których ”wolność handlu, potem żądza zwiększania majątku, wreszcie zapomnienie ojczyzny z własnych siedzib do kraju nieprzyjacielskiego przeniosła” (Roczniki, II 62). 
Marobudum zostało zniszczone w 19 n.e. w wyniku najazdu wojsk markomańskiego uzurpatora Katualdy, który zrzucił Marboda z tronu i objął po nim rządy. 